# Base Aérea de Campo Grande

Inauguração da base de Mato Grosso com a presença do ministro da Aeronáutica Salgado Filho, 19 de abril de 1945

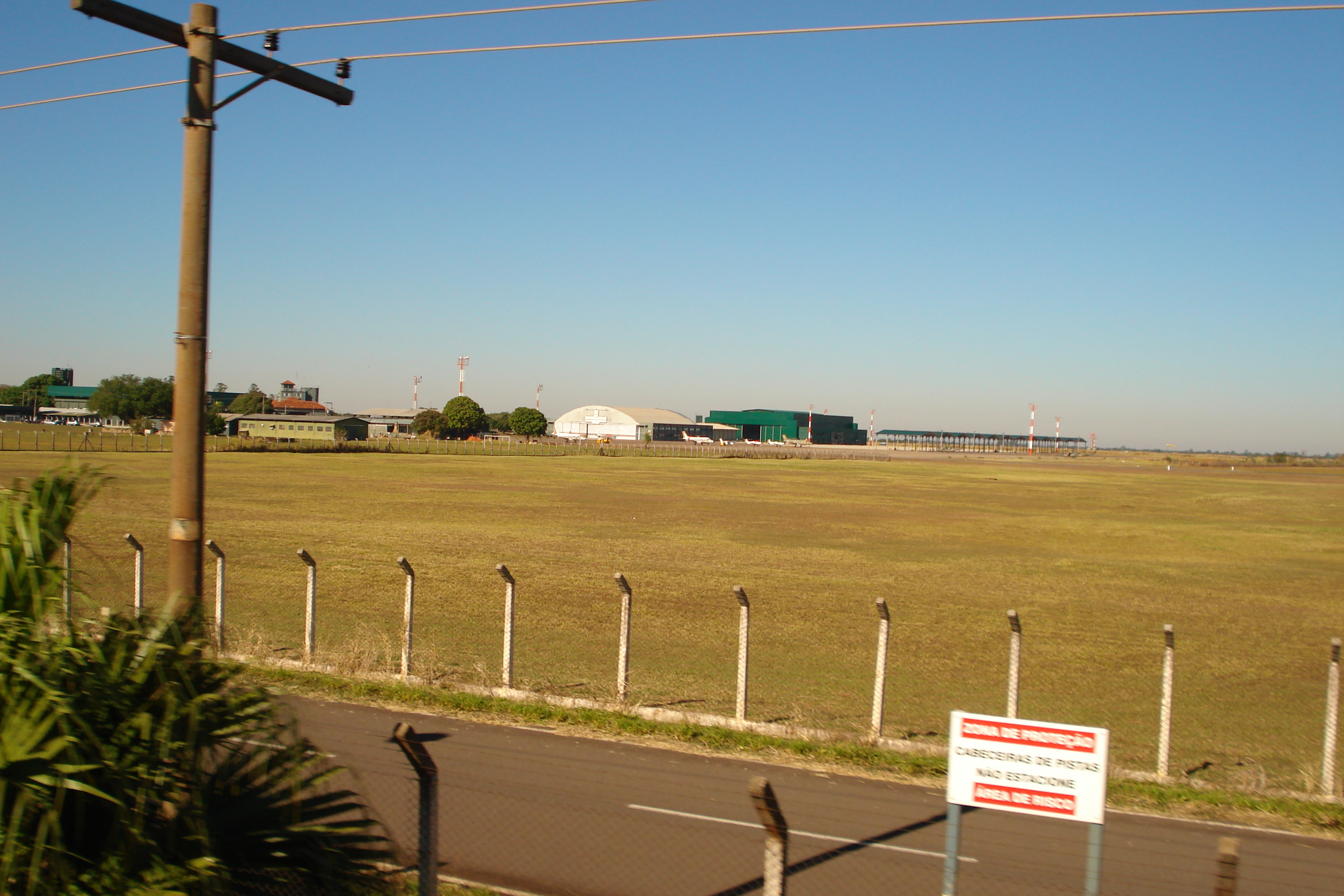
Vista do BACG, localizada dentro do aeroporto de Campo Grande

A Base Aérea de Campo Grande - BACG  é uma base da Força Aérea Brasileira localizada dentro do aeroporto da cidade de Campo Grande, capital do estado do Mato Grosso do Sul.

## Unidades aéreas
Operam na Base Aérea de Campo Grande as seguintes unidades da FAB:
- 1º Esquadrão do 15º Grupo de Aviação (1º/15º GAV), o Esquadrão Onça, unidade especializada em transporte aéreo logístico e transporte aeroterrestre, está equipada com aeronaves C-98 Caravan e C-105 Amazonas. Anteriormente, operou com aeronaves C-115 Búfalo e C-95B Bandeirante, este último utilizado até julho de 2009, quando cedeu seu lugar aos modernos C-105 Amazonas e, mais recentemente, incorporou também o C-98 Caravan.
- 2º Esquadrão do 10º Grupo de Aviação (2º/10º GAV), o Esquadrão Pelicano, unidade especializada em busca e salvamento (SAR) equipada com helicópteros H-60L e aviões C-105 e SC-105 .
- 3º Esquadrão do 3º Grupo de Aviação (3º/3º GAV), o Esquadrão Flecha, com aeronaves de caça (ataque leve) A-29 (Embraer EMB-314 Super Tucano).
- O Esquadrão Aeroterrestre de Salvamento (EAS), mais conhecido como Pára-SAR.

## História da base
Em 1932, o então Ministério da Guerra do Brasil (atual Ministério da Defesa) concluiu que era necessário criar um Núcleo de Destacamento de Aviação na cidade de Campo Grande, com o objetivo de apoiar as aeronaves que transitavam pela região Centro-Oeste do Brasil. Foi construída uma infra-estrutura mínima com uma pista de pouso de 600m de comprimento e 60m de largura. Em 1933, a 2ª Cia. do 6º Batalhão de Engenharia do Exército ampliou a pista para 1.400m de comprimento e 100m de largura, mantendo a orientação Norte-Sul - em decorrência dos ventos predominantes da região. Este primeiro campo de aviação era implantado onde hoje se localiza a Vila Sobrinho, próximo à Praça do Papa e o Cemitério Santo Amaro, com a cabeceira sul próxima ao atual Residencial Flamingos e a cabeceira norte na área do Exército.
Em 10 de março de 1934, foi inaugurada a primeira linha do Correio Aéreo Militar, atendendo a região sul do antigo Estado de Mato Grosso (atual estado do Mato Grosso do Sul) utilizando aviões Waco CSO. Em janeiro de 1936 foi inaugurada a primeira linha internacional do Correio Aéreo Militar, partindo do Rio de Janeiro, com escalas em São Paulo, Bauru, Três Lagoas, Campo Grande e Ponta Porã, Concepción e Assunción. A denominação do núcleo de Campo Grande foi modificada, em 1 de junho de 1939, para 3º/2º Regimento de Aviação e, em 17 de janeiro de 1940, para 8º Corpo de Base Aérea.
Entre 1941 e 1944 foi construída a nova sede da Base Aérea, em área da antiga Fazenda Serradinho. Em 23 de março de 1944, pelo Decreto-Lei nº 6.365, os Corpos de Bases Aéreas foram extintos, e em 21 de agosto do mesmo ano foi criada a Base Aérea de Campo Grande - BACG, pelo Decreto-Lei nº 6.814. A nova sede da Base Aérea foi inaugurada em 19 de abril de 1945, em cerimônia presidida pelo então Ministro da Aeronáutica, Dr. Joaquim Pedro Salgado Filho, com a denominação provisória de Destacamento de Base Aérea de Campo Grande e, finalmente, em 15 de setembro do mesmo ano, o destacamento foi desativado nascendo a Base Aérea de Campo Grande - BACG.
Até 1965 a BACG era utilizada apenas para apoiar o Correio Aéreo Nacional, mas, a partir de 1966, passou a sediar a Esquadrilha de Reconhecimento e Ataque 42, a ERA 42, equipada com aeronaves North-American AT-6. Em maio de 1970 porém, a ERA 42 foi fundida com a ERA 51, dando origem ao 1º Esquadrão de Reconhecimento e Ataque - 1º ERA, com sede na Base Aérea de Canoas, no Rio Grande do Sul.
Em setembro de 1970 a BACG voltou a ativa com o recém ativado 1º/15º GAv - Esquadrão Onça e, em janeiro de 1981, recebeu o 2º/10º GAv - Esquadrão Pelicano (transferido da Base Aérea de Florianópolis). Finalmente, em 11 de fevereiro de 2004, tornou-se sede do recém ativado 3º/3º GAv - Esquadrão Flecha.
Desde outubro de 1979, funciona na BACG o Destacamento de Proteção ao Voo de Campo Grande, antigo DPV_CG, hoje denominado DTCEA-CG (Destacamento de Controle do Espaço Aéreo de Campo Grande), responsável pelas atividades de proteção ao voo e controle de tráfego aéreo no estado do Mato Grosso do Sul.
Seu comando atual é Coronel aviador, sendo exercido interinamente pelo Ten Cel Av John Kennedy Greiffo da Justa Menescal desde o início de 2011. O Comando do primeiro núcleo de aviação coube a oficiais tenentes engenheiro e aviadores. A patente do comandante subiu (a capitão e posteriormente major) conforme a importância estratégica da base se tornava mais evidente. Atualmente sua estrutura organizacional de apoio ao voo é ampla contando entre outros com Esquadrão de Suprimento e manutenção, Capelania, Esquadrão de Saúde (Hospital da Base Aérea de Campo Grande), Intendência, Esquadrão de Pessoal, Radares em outras localidades de Mato Grosso do Sul.